# Hvatište
Hvatište, (engl. point of application) u fizici, je točka fizikalnog tijela u kojoj djeluje sila. Primjerice, hvatište sile teže u težištu je tijela, hvatište težine u ovjesištu ili uporištu, a hvatište je uzgona u geometrijskom središtu uronjenoga dijela tijela. Ako se hvatište pomiče duž pravca djelovanja sile na kruto tijelo, posljedice se djelovanja sile ne mijenjaju. Ako na kruto tijelo djeluje spreg sila ili više sila različitog smjera i hvatišta, tijelo se vrti.

## Grafičko predočivanje sile
Svaka sila ima svoje hvatište, veličinu (jakost ili intenzitet), pravac i smjer u kome djeluje. Tako na primjer sila teža, kojom Zemlja privlači sva fizikalna tijela, djeluje okomito prema središtu Zemlje. Točka u kojoj sila djeluje zove se hvatište sile, a njen pravac - pravac djelovanja. Smjer sile određujemo strelicom. Tako je na slici točka A hvatište sile. Grafičku silu predočujemo dužinom i smjerom u određenom mjerilu.
Sila je, dakle, određena:
- pravcem djelovanja,
- hvatištem,
- smjerom,
- veličinom (jakošću ili intenzitetom).

Ovakve veličine koje su određene svojom veličinom (jakošću ili intenzitetom) i smjerom zovu se vektori. To su na primjer sila, brzina, ubrzanje i tako dalje. Ostale veličine koje nemaju smjera, a potpuno su određene svojom veličinom (jakošću ili intenzitetom), zovu se skalari. To su na primjer temperatura, vrijeme i tako dalje.

## Poučak o premještanju hvatišta sile
Uzmimo da na neko kruto tijelo djeluje sila {\displaystyle {\overrightarrow {F_{1}}}} u točki A. U pravcu u kojem ta sila djeluje možemo zamisliti u točki B dvije sile {\displaystyle {\overrightarrow {F_{2}}}} i {\displaystyle {\overrightarrow {F_{3}}}} koje su međusobno jednake, a jednake i sili {\displaystyle {\overrightarrow {F_{1}}}}, ali suprotnoga smjera. Ovu pretpostavku možemo učiniti zato što se sile {\displaystyle {\overrightarrow {F_{2}}}} i {\displaystyle {\overrightarrow {F_{3}}}} poništavaju, odnosno što si drže ravnotežu. Također se tako poništavaju i sile {\displaystyle {\overrightarrow {F_{3}}}} i {\displaystyle {\overrightarrow {F_{1}}}}, pa ostaje samo sila {\displaystyle {\overrightarrow {F_{2}}}}. To je isto kao da smo silu {\displaystyle {\overrightarrow {F_{1}}}} premjestili iz hvatišta A u hvatište B. Odatle zaključujemo da hvatište sile možemo premjestiti u bilo koju točku u pravcu njena djelovanja.